# كومباس جراميديا قروب
كومباس جراميديا قروب هي أكبر تكتل إعلامي في إندونيسيا. تأسست في 28 يونيو 1965. يقع مقرها في جاكرتا.

## التاريخ
في سنة 1965 قام كل من الصحفي الإندونيسي جيكوب أوتاما وبيتروس كانيسيوس أوجونغ بإطلاق صحيفة وطنية باسم كومباس صدر العدد الأول من الصحيفة يوم 28 يونيو 1965. كان هدفهما هو كسر الفجوة الهائلة في الأخبار والمعلومات اليومية التي التي كانت غائبة في ذلك الوقت، ومنذ ذلك الحين أصبحت كومباس صحيفة منتشرة بشكل كبير حيث في سنة 2005 كانت تبيع 600,000 نسخة في اليوم. تدير أيضا أكبر المطابع في إندونيسيا.

## وصلات خارجية
- الموقع الرسمي